# First Band on the Moon
First Band on the Moon är musikgruppen The Cardigans tredje album. Det gavs ut den 12 augusti 1996 på skivbolaget Stockholm Records och innehåller bland annat låten "Lovefool", som genom filmen Romeo & Julia innebar The Cardigans stora genombrott utanför Sverige.
Albumet gav gruppen 1996 års Grammis i kategorin pop/rock-grupp. Det blev som bäst tvåa på den svenska albumlistan. Skivan rankades av Sonic Magazine i juni 2013 som det 96:e bästa svenska albumet någonsin.
Albumet debuterade på den svenska försäljningslistan den 6 februari 1996, och kom som högst på andra plats.

## Låtlista
1. "Your New Cuckoo" (Nina Persson, Peter Svensson) – 3:57
2. "Been It" (Persson, Svensson) – 4:06
3. "Heartbreaker" (Persson, Svensson) – 3:42
4. "Happy Meal II" (Lynette Koyana, Persson, Magnus Sveningsson, Svensson) – 2:37
5. "Never Recover "(Sveningsson, Svensson) – 3:21
6. "Step on Me" (Sveningsson, Svensson) – 3:48
7. "Lovefool" (Persson, Svensson) – 3:21
8. "Losers" (Persson, Svensson) – 3:06
9. "Iron Man" (Geezer Butler, Tony Iommi, Ozzy Osbourne, Bill Ward) – 4:20
  - ursprungligen inspelad av Black Sabbath på albumet Paranoid.
10. "Great Divide" (Sveningsson, Svensson) – 3:17
11. "Choke" (Sveningsson, Svensson) – 3:26

## Singlar
- Lovefool (14 september 1996, #21 Storbritannien, #15 Sverige)
- Been It (30 november 1996, #56 Storbritannien)
- Lovefool (re-release 24 februari 1997, #2 Storbritannien)
- Your New Cuckoo (31 augusti 1997, #35 Storbritannien)
- Lanseringsdatum avser Storbritannien. In övriga Europa, och i Japan, släpptes "Your New Cuckoo" mycket tidigare än i Storbritannien, där lanseringen sköts upp på grund av den fortsatta framgången med "Lovefool", och för nya remixversioner av singlarna.